# Gerd F. Kamiske

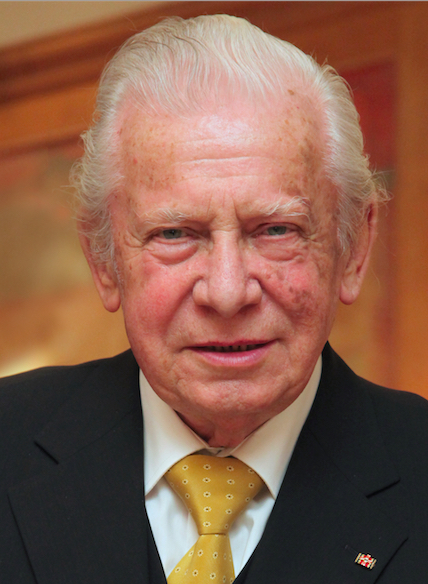
Gerd F. Kamiske

Gerd Fritz Kamiske (* 11. September 1932 in Goldbach, Kreis Mohrungen) ist ein deutscher Ingenieurwissenschaftler. Er gilt als Pionier des Qualitätsmanagements in Deutschland und Europa. Er ist Träger des Bundesverdienstkreuzes Erster Klasse.
Kamiske ist Begründer des Fachbereichs Qualitätswissenschaft der TU Berlin und Gründungsmitglied der Gesellschaft für Qualitätswissenschaft sowie Ehrenmitglied der Deutschen Gesellschaft für Qualität (DGQ). Er leitete Forschungsarbeiten auf diesem Gebiet und war von 1997 bis 2004 Herausgeber der QZ. In der Pocket Power-Reihe vom Carl Hanser-Verlag erschienen ab 1995 unter seiner Leitung über 100 Bände zu unterschiedlichen Managementthemen.
Bis 1988 war er Qualitätssicherungsleiter in Linien- und Projektverantwortung der Volkswagen AG.

## Werdegang
Nach der Flucht aus Ostpreußen legte Kamiske 1952 an den Friedrich von Bodelschwingh-Schulen in Bethel sein Abitur ab. 1952 begann er sein Maschinenbaustudium (Fachrichtung Fabrikorganisation und Fertigungstechnik ) an der TU Braunschweig. Durch seine Teilnahme an einer Vorlesungen von Heinrich Nordhoff im WS 1956/57 lernte er bei einer Exkursion zur Volkswagen AG den damaligen Assistenten und späteren Vorstandsvorsitzenden Carl H. Hahn kennen.
Am 15. November 1957 begann er ein Volontariat bei der Volkswagen AG und promovierte von 1959 bis 1961. Von 1961 bis 1963 baute er ein Prüflabor in Südafrika auf. Ab 1963 leitete er das Prüflabors im Werk Braunschweig und wurde eineinhalb Jahre später Inspektionsleiter. Unter der Leitung von Claus Borgward entwickelte er unter Einbindung der Mitarbeiter die Mechanisierung/Automatisierung der Prüfung. Parallel erfolgte die Mitarbeit im Projekt Volkswagen of America, Produkthaftungsprozess in Milwaukee. Zusätzlich leitete er die Qualitätssicherung im Werk Salzgitter. Mit dem Start von „Volkswagen of Westmoreland“ wurde er Qualitätssicherungsleiter Wolfsburg und Stellvertreter von Claus Borgward. Parallel dazu begleitete er die Projekte NISSAN-Santana und Shanghai-Volkswagen mit einem Abstecher zu Hyundai in Südkorea.
Ab 1984 kam er erstmals mit William Edwards Demings Managementtheorien und dem Toyota-Produktionssystem in Berührung, die seine spätere wissenschaftliche Arbeit stark prägten.

## Qualitätswissenschaft an der TU Berlin
Am 29. September 1988 entstand unter der Leitung von Kamiske an der TU Berlin am Institut für Werkzeugmaschinen und Fabrikbetrieb der Fachbereich Qualitätswissenschaft. VW stiftete für den neuen Lehrstuhl die Aufbauphase. Kamiske war bis zum Abschiedskolloquium am 29. September 1994 ordentlicher Professor an der TU Berlin. Er führte die Qualitätswissenschaft noch weitere vier Jahre, bis ein Nachfolger berufen wurde.
Unter seiner Leitung wurden ca. 400 Studien- und Diplomarbeiten und 24 Promotionen abgeschlossen.

## Auszeichnungen
- 1996 wurde ihm für seine wissenschaftlichen Arbeiten, zusammen mit seinem wissenschaftlichen Mitarbeiter Christian Malorny, der European Quality Award für Spitzenforschung verliehen.
- Kamiske erhielt am 19. Oktober 2001 vom  niedersächsischen Minister für Wissenschaft und Kultur, Thomas Oppermann, für die Begründung der Qualitätswissenschaft und seine umfangreiche Forschungsarbeit auf diesem Gebiet, das Bundesverdienstkreuz Erster Klasse.

## Veröffentlichungen (Auswahl)
- Handbuch QM-Methoden: Die richtige Methode auswählen und erfolgreich umsetzen. 3. akt. u. erw. Aufl., Carl Hanser Verlag, München/Wien 2015, ISBN 978-3-446-44388-4.
- Qualitätssicherung – Praxiswissen. Carl Hanser Verlag, München 2015, ISBN 978-3-446-44515-4.
- mit Jörg-Peter Brauer: Qualitätsmanagement von A – Z: Wichtige Begriffe des Qualitätsmanagements und ihre Bedeutung. 7. akt. u. erw. Aufl., Carl Hanser Verlag, München/Wien 2011, ISBN 978-3-446-42581-1.
- Der Weg zur Spitze: Mit Total Quality Management zu Business Excellence – Der Leitfaden. Hanser, 1998, ISBN 3-446-19366-9.
- Der Qualitätssicherungsleiter: unentbehrlich – und manchmal unverstanden. Books on Demand, 2014, ISBN 3-7357-9810-1.
- Qualitätstechniken für Ingenieure. Symposion Publishing, 2009, ISBN 3-939707-62-7.
- BASTA ! Innovations- und Qualitätsmanagement für die Politik, 2005.
- Qualitätswissenschaft für Manager. Erfolg macht sexy! 2005
- Effizienz und Qualität. Systematisch zum Erfolg. Symposion Publishing, ISBN 978-3-939707-64-6.
- Führen mit Pfiff! für Führungskräfte der Wirtschaft. Lehmanns media, 2008, ISBN 978-3-86541-381-9.
- Managementsysteme – Begutachtung, Auditierung und Zertifizierung. Symposion Publishing, Düsseldorf 2008, ISBN 978-3-939707-02-8.
- Technisches Risiko- und Krisenmanagement. Symposion Publishing, ISBN 978-3-939707-10-3.
- Als TQM nach Deutschland kam… aus der Sicht eines Zeitzeugen. lehmanns media, Berlin, ISBN 978-3-86541-380-2.